# Berlinale 1978
La Berlinale 1978 est la 28e édition de la Berlinale, qui s'est déroulée du 22 février 1978 au 5 mars 1978. C'est la première année où le festival a lieu en février.

## Jury
- Patricia Highsmith  États-Unis, présidente du jury
- Jacques Rozier  France
- Konrad Wolf  Allemagne
- Sergio Leone  Italie
- Theo Angelopoulos  Grèce
- Frieda Grafe  Allemagne
- Antonio Echza Sausinenea  Espagne
- Ana Carolina  Brésil
- Larissa Chepitko  Russie

## Sélections

### Compétition
La sélection officielle en compétition se compose de 23 films.
- L'Allemagne en automne (Deutschland im Herbst) d'Alf Brustellin, Hans Peter Cloos, Rainer Werner Fassbinder, Alexander Kluge, Beate Mainka-Jellinghaus, Maximiliane Mainka, Edgar Reitz, Katja Rupé, Volker Schlöndorff, Peter Schubert et Bernhard Sinkel[1]
- Apám néhány boldog éve de Sándor Simó[2]
- Avantage (Avantaj) de Guéorgui Dioulguérov[1]
- Biriouk, l'ermite (Biriouk) de Roman Balaïan[2]
- El brigadista d'Octavio Cortázar[1]
- La Chute (A Queda) de Ruy Guerra et Nelson Xavier[1]
- The Dog Who Loved Trains (Pas koji je voleo vozove) de Goran Paskaljević[2]
- Flammende Herzen de Walter Bockmayer et Rolf Bührmann[2]
- La Fin du monde dans notre lit conjugal (La fine del mondo nel nostro solito letto in una notte piena di pioggia) de Lina Wertmüller[2]
- Les Frères Cœur de Lion (Bröderna Lejonhjärta) d'Olle Hellbom[2]
- Les Joueurs d'échecs (Shatranj Ke Khilari) de Satyajit Ray[2]
- Jörg Ratgeb, Maler de Bernhard Stephan[3],[4]
- Juke Box (Eskimo Limon) de Boaz Davidson[2]
- Moritz, cher Moritz (Moritz, lieber Moritz) de Hark Bohm[2]
- La Mort du Président (Śmierć prezydenta) de Jerzy Kawalerowicz[1]
- Opening Night de John Cassavetes[1]
- Outrageous! de Richard Benner[1]
- Las palabras de Max d'Emilio Martínez-Lázaro[1]
- Rheingold de Niklaus Schilling[2]
- Un chemin lointain (Toi ippon no michi) de Sachiko Hidari[2]
- Las truchas de José Luis García Sánchez[1]
- Une page d'amour de Maurice Rabinowicz[2]
- Flores de papel de Gabriel Retes[5],[source insuffisante]

### Courts métrages
- Ascensor de Tomás Muñoz[1]
- Co jsme udělali slepicím de Josef Hekrdle et Vladimír Jiránek[1]
- The Contraption de James Dearden[1]
- Une vieille soupière de Michel Longuet[1]

### Forum
- Le Cycle (Dayereh mina)[2]
- Personnalité réduite de toutes parts (Die Allseitig reduzierte Persönlichkeit - Redupers) de Helke Sander[2]
- Le Second Éveil de Margarethe von Trotta[2]

## Palmarès
- Ours d'or : à l'Espagne pour sa contribution au festival avec le court métrage Ascensor de Tomás Muñoz et les longs métrages Las palabras de Max d'Emilio Martínez-Lázaro et Las truchas de José Luis García Sánchez
- Grand prix du jury de la Berlinale : La Chute de Ruy Guerra et Nelson Xavier
- Ours d'argent du meilleur acteur : Craig Russell dans Outrageous!
- Ours d'argent de la meilleure actrice : Gena Rowlands dans Opening Night
- Ours d'argent du meilleur réalisateur : Guéorgui Dioulguérov pour Avantage
- Ours d'argent pour une contribution spéciale:
  - Jerzy Kawalerowicz pour Śmierć prezydenta
  - Octavio Cortázar pour El brigadista
- Mention spéciale : L'Allemagne en automne